# Spezia Foot Ball Club 1935-1936
Questa pagina raccoglie le informazioni riguardanti lo Spezia Foot Ball Club nelle competizioni ufficiali della stagione 1935-1936.

## Rosa
| N. |                   | Ruolo | Calciatore         |
| -- | ----------------- | ----- | ------------------ |
|    | Italia (bandiera) | C     | Arnaldo Bani       |
|    | Italia (bandiera) | P     | Angelo Baratti     |
|    | Italia (bandiera) | A     | Giovanni Bermone   |
|    | Italia (bandiera) | A     | Giuseppe Calcagno  |
|    | Italia (bandiera) | A     | Renato Calzolai    |
|    | Italia (bandiera) | C     | Guerrino Cattaneo  |
|    | Italia (bandiera) | D     | Alessandro Curotto |

| N. |                   | Ruolo | Calciatore            |
| -- | ----------------- | ----- | --------------------- |
|    | Italia (bandiera) | D     | Pasquale Farina       |
|    | Italia (bandiera) | D     | Umberto Santillo (II) |
|    | Italia (bandiera) | C     | Luigi Scarabello      |
|    | Italia (bandiera) | C     | Flavio Spella         |
|    | Italia (bandiera) | P     | Bruno Venturini       |
|    | Italia (bandiera) | A     | Guido Zuliani         |